# Eppenschlag
Eppenschlag là một đô thị thuộc huyện Freyung-Grafenau trong bang Bayern nước Đức. Đô thị Eppenschlag có diện tích 17,01 km², dân số thời điểm 31 tháng 12 năm 2006 là 968 người.